# OMV
A OMV e uma empresa petrolífera austríaca que atua fortemente na Europa Central.